# Zwönitz
Zwönitz è un comune di 11.533 abitanti del libero stato della Sassonia, Germania, nel circondario dei Monti Metalliferi.

## Amministrazione

### Gemellaggi
- Heiligenhaus, dal 1990
- Puschendorf, dal 1990
- Kopřivnice, dal 1994
- Magyarpolány, dal 1995
- Myszków, dal 2001